# 土光敏夫
土光敏夫（日语：／ Dokō Toshio；1896年9月15日—1988年8月4日），日本昭和时代企业家，工商界人士。石川島播磨重工業社长、东芝社长、日本經濟團體聯合會第4代会长。